# HD 182678
HD 182678，又名BD-14 5435，SAO 162615、HR 7379，是一颗恒星，视星等为6.7，位于銀經23.64，銀緯-14.21，其B1900.0坐标为赤經19h 20m 44.2s，赤緯-14° -14.21′ 58″。